# Once Upon a Dream (Lea Michele cabaret)
Once Upon a Dream es el debut de la cantante estadounidense Lea Michele en una residencia de conciertos y cabaret en solitario. La residencia se realizó en el Feinstein's at the Loews Regency en Nueva York. Se realizó mientras Michele actuaba en Broadway en Spring Awakening y antes de ser elegida como Rachel Berry en Glee. El espectáculo muestra a la estrella de los escenarios y de la futura pantalla interpretando una variedad de canciones del papel soñado de Broadway en honor a las mujeres que la inspiraron. El espectáculo fue inicialmente un concierto de una sola noche el 25 de febrero de 2008. Sin embargo, debido al gran éxito de ventas, Michele realizó dos repeticiones.
Más tarde, Michele actualizó el espectáculo llevándolo al Upright Cabaret de Los Ángeles, en el restaurante Mark's de West Hollywood, para tres funciones con las entradas agotadas en agosto de 2008. Ese compromiso supuso su debut en la Costa Oeste.

## Repertorio
El repertorio se obtuvo del concierto debut del 25 de febrero de 2008. No es una muestra de todos los shows en la residencia. [cita requerida]
1. "Not For The Life of Me" de Thoroughly Modern Millie
2. "Once Upon a Dream" / "Someone Like You" de Jekyll and Hyde
3. "Easy To Be Hard" de Hair
4. "Waiting For Life" de Once On This Island
5. "I Don't Know How To Love Him" de Jesus Christ Superstar
6. "Touch Me" de Spring Awakening
7. "Another Day"
8. "Say It Somehow" de The Light in the Piazza
9. "Somewhere" de West Side Story
10. "Now While I'm Around" de Sweeney Todd - Dueto con Landon Beard
11. "The Wizard and I" de Wicked
12. "Not A Day Goes By" de Merrily We Roll Along
13. "Life Of The Party" de The Wild Party
14. "On My Own" de Les Misérables

Notas
- "You'll Never Get Away From Me" de Gypsy fue interpretada con Jonathan Groff en el espectáculo del 7 de abril de 2008[3]
- "A Little Fall Of Rain" de Les Misérables fue interpretada con John Lloyd Young durante los espectáculos de Los Ángeles.
- John Lloyd Young interpretó un mini set de "Can't Take My Eyes Off Of You" y "Multitudes of Amys" mientras Michele hacía un cambio de vestuario durante los shows de Los Ángeles[4]

## Fechas
| Fecha                 | Ciudad        | País           | Lugar                                | Invitados                    |
| Norteamérica          | Norteamérica  | Norteamérica   | Norteamérica                         | Norteamérica                 |
| --------------------- | ------------- | -------------- | ------------------------------------ | ---------------------------- |
| 25 de febrero de 2008 | New York City | Estados Unidos | Feinstein's at the Loews Regency     | Landon Beard                 |
| 7 de abril de 2008    | New York City | Estados Unidos | Feinstein's at the Loews Regency     | Landon Beard, Jonathan Groff |
| 16 de junio de 2008   | New York City | Estados Unidos | Feinstein's at the Loews Regency     | Michael Arden                |
| 15 de agosto de 2008  | Los Ángeles   | Estados Unidos | Upright Cabaret at Mark's Restaurant | John Lloyd Young             |
| 16 de agosto de 2008  | Los Ángeles   | Estados Unidos | Upright Cabaret at Mark's Restaurant | John Lloyd Young             |